# Захарна фабрика
„Захарна фабрика“ е квартал в северозападната част на град София, България. Част е от територията на район Илинден, като в квартала се намира и районната администрация. Носи името на основаната в края на XIX век и функционирала до средата на XX век фабрика за захар на „Български захарни фабрики и рафинерии“.

## Разположение и градоустройство
Квартал „Захарна фабрика“ е разположен на 3,4 километра северозападно от центъра на София, североизточно от булевард „Сливница“, който го отделя от Западния парк. Достига на северозапад до Суходолска река, от която започва квартал „Модерно предградие“, на североизток до Вагонно депо „Надежда“, което го отделя от квартал „Триъгълника-Надежда“ и на югоизток до железопътната линия „София-Перник“, зад която са кварталите „Фондови жилища“ и „Света Троица“.
По-голямата част от територията на квартала е стопанско-административна зона с офисни и промишлени сгради, част от тях зле поддържани и в лошо състояние. Старата Захарна фабрика в южната част на квартала и дала неговото име, въпреки че е паметник на културата с национално значение, не се поддържа от десетилетия и повечето от сградите ѝ са напълно разрушени, като за собствеността на терена се водят съдебни спорове, което пречи на използването му. По северозападната граница на квартала е разположена голяма складова база на Министерството на вътрешните работи. В североизточната част на квартала са терените на закрития Слаботоков завод „Климент Ворошилов“, повечето от сградите на който са реновирани и се използват от множество предприятия. В част от тях са разположени централната администрация и технически съоръжения на телефонния оператор „А1 България“ и офисни сгради на международни компании като „Сименс“ и „Щрабаг“.
По протежение на булевард „Сливница“ и към центъра на квартала е разположена жилищна зона. Основната ѝ част са около 40 нискоетажни жилищни блока, строени през 40-те години на XX век. Южно от тях, в близост до Захарната фабрика, са първите жилищни сгради в квартала, които в началото на XXI век са общинска собственост, намират се в много лошо състояние и се използват за настаняване на крайно бедни. Северно и североизточно от основния жилищен комплекс през втората половина на XX век са построени около 20 по-високи жилищни блока. В северозападния край на квартала в близост до Суходолска река има нерегулирано циганско гето.

## Инфраструктура
Главната транспортна връзка на квартал „Захарна фабрика“ е булевард „Сливница“, по който се движат автобусните линии 83, 309 и 310 и тролейбусните линии 6 и 7. Основната вътрешна улица на квартала е „Кукуш“, която започва от железопътен прелез, свързващ я с улица „Йосиф Щросмайер“ в квартал „Света Троица“, прави голям завой през целия квартал и завършва с кръстовище на булевард „Сливница“, като по нея преминават автобусните линии 82 и 108. Улицата е и основната пътна връзка на квартала с останалата част от града, наред с улица „Билянини извори“, частично свързана с булевард „Сливница“, и улица „3020“, която преминава по мост над Суходолската река към квартал „Модерно предградие“. В югоизточната част на квартала е разположена железопътната гара „Захарна фабрика“, като в него попадат част от нейните товарни рампи, а пътническият ѝ терминал е в съседния квартал „Света Троица“.
В квартала е разположена администрацията на район „Илинден“, а в близост до нея е сградата на закритото общинско училище, която е ремонтирана и от 2023 година се ползва от частното Ливанско училище „Джубран Халил Джубран“. В жилищната зона има две общински детски градини – Детска градина № 179 „Синчец“ и Детска градина № 158 „Зора“, а на границата с квартал „Фондови жилища“ - филиал на базираната в „Света Троица“ Детска градина № 52 „Илинденче“.

## История
На 28 ноември 1898 г. на 2,5 km вън от тогавашна София, в северозападния ъгъл на мястото, където се пресичат жп линията София – Кюстендил и пътят София – Ниш, е открита фабрика за преработка на захарно цвекло. Тя е построена от белгийски концесионери от групата на Ернест Солвей (вижте Български захарни фабрики и рафинерии). Фабриката впоследствие дава името на бъдещия софийски квартал. Предприятието се състои от 21 сгради с обща застроена площ от над 120 000 m². Направени са сериозни инвестиции и в оборудване, включително покупката на 10 големи парни двигателя от Белгия на стойност от почти 2 млн. лв. В най-натоварените периоди във фабриката работят над 1300 души.
През 1918 г. в близост до фабриката се състои най-кръвопролитният сблъсък на Войнишкото въстание, чийто свидетел е поетът Христо Смирненски.
През 1922 г. Българските държавни железници започват строителството върху общински терени на 12 двуетажни жилищни сгради с по осем апартамента за свои служители. Опитът е приет за успешен и през 1926 г. започва нов подобен проект в много по-голям мащаб.
На 12 октомври 1941 г. е положен основният камък за строителството на 350 работнически апартамента в квартала. Строителството се осъществява със средства на фонд „Обществени осигуровки“ върху 80 декара общинска земя. Отслужен е водосвет от тогавашния Софийски митрополит Стефан. Присъстват столичният кмет инж. Иван Иванов, министърът на търговията д-р Славчо Загоров.
До 2009 година в квартала функционира 110-о основно училище „Проф. Гаврил Кацаров“, което е затворено, поради липса на ученици.
В кв." Захарна фабрика" са живели и живеят множество известни личности, като Милена Буржева- поетеса, писателка, театрален критик, проф.Петър Льондев- композитор, Сергей Йорданов- барабанист на група LZ.

## Пътища
| Път                     | Наречен на                                  | Местоположение |
| ----------------------- | ------------------------------------------- | -------------- |
| булевард „Сливница“     | Сливница, град в Западна България           | Карта          |
| площад „Стйепан Радич“  | Степан Радич (1871-1928), хърватски политик | Карта          |
| улица „3014“            | –                                           | Карта          |
| улица „3020“            | –                                           | Карта          |
| улица „753“             | –                                           | Карта          |
| улица „754“             | –                                           | Карта          |
| улица „Билянини извори“ | „Биляна платно белеше“, народна песен       | Карта          |
| улица „Божана“          | ?                                           | Карта          |
| улица „Кукуш“           | Кукуш, град в Егейска Македония, Гърция     | Карта          |